# Gozdy (województwo mazowieckie)
Gozdy – wieś w Polsce położona w województwie mazowieckim, w powiecie sierpeckim, w gminie Mochowo. Ma status sołectwa.
Nazwa miejscowości odnosi się do staropolskiego słowa gozd, które oznacza gęsty, nieprzebyty las, a zarazem pustkę osadniczą, miejsce odludne i zapomniane. Początkowo tereny te nie były zamieszkiwane. Dopiero w XVIII wieku, gdy sprowadzono tu kolonistów niemieckich, rozpoczęło się karczowanie lasów oraz wykorzystywanie nieużytków jako miejsc na nowe gospodarstwa; nazwa miejscowości jednak pozostała. Koloniści używali częściej nazwy Goste.

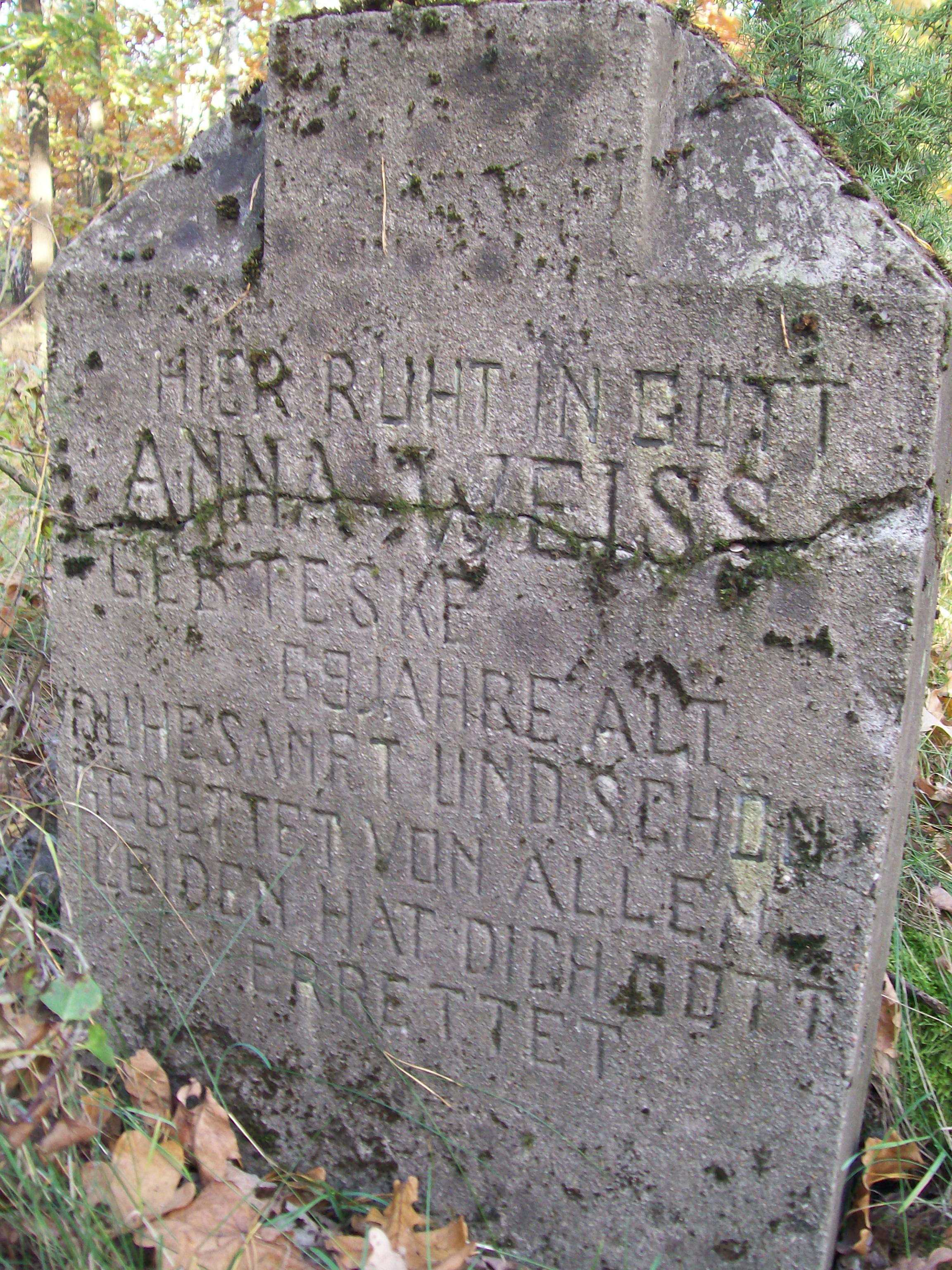
Nagrobek na Cmentarzu w Gozdach

## Położenie geograficzne i historyczne
Wieś znajduje się na terenie historycznej ziemi dobrzyńskiej, której naturalnymi granicami była Skrwa, Drwęca i Wisła. Wieś należy do założonej w 1388 r. parafii Ligowo. W latach 1793–1807 wieś znajdowała się na obszarze włączonym po rozbiorach Rzeczypospolitej do Prus. Od 1807 do 1815 wieś znajdowała się w Księstwie Warszawskim, w latach 1815–1918 r. w granicach zaboru rosyjskiego i Królestwa Polskiego, a od 1866 r. w granicach guberni płockiej Przywiślańskiego Kraju.

## Historia
W I poł. XIX w. we wsi istniał dwór, którego lokalizacja jest obecnie nieznana. W 1825 r. wieś (składająca się z 20 "dymów") należała do Banku Berlińskiego, co być może było przyczynkiem do zamieszkiwania tu kolonistów niemieckich, którzy w poszukiwaniu ziem pod uprawę zajmowali gozdowskie lasy i nieużytki, stanowiąc z czasem znaczną większość mieszkańców Gozdów (do stycznia 1945 r.).
Zbór ewangelicki znajdował się w miejscu zajmowanym przez wzniesiony już po II wojnie światowej budynek szkoły podstawowej, a cmentarz w pobliżu obecnego przejazdu kolejowo-drogowego na terenie, który jest już częścią lasu koziołkowskiego (w końcu lat 90. XX w. pozostałości cmentarza zostały uprzątnięte, ogrodzone i oznaczone odpowiednią tablicą informacyjną). W czasie powstania styczniowego 1863 r. w pobliżu Gozdów (w miejscowości Koziołek) miała miejsce krwawa potyczka z oddziałem carskiej armii rosyjskiej. Poległych podczas niej powstańców pochowano w mogile na cmentarzu w Ligowie.
W początku lat. 80. XIX w. wieś należała do powiatu lipnowskiego i gminy Osiek. Mieszkało w niej 367 mieszkańców w 44 "dymach", a znajdował się w niej ewangelicki dom modlitwy, szkoła elementarna i karczma. Włościanie uprawiali we wsi 1343 morgi ziemi (ok. 650 ha), a "dwór" zamieszkany przez 6 osób posiadał 30 morg (ok. 15 ha).

## Lata I wojny światowej
W czasie I wojny światowej, jako wieś leżąca w powiecie bezpośrednio graniczącym z Prusami, Gozdy znalazły się w pobliżu frontu walk niemiecko-rosyjskich (jesień 1914, zima 1914/15). Od 1915 r. do listopada 1918 r. wieś znajdowała się pod zarządem Generalnego Gubernatorstwa Warszawskiego, stanowiącego niemiecką władzę okupacyjną. Dziełem okupanta było wybudowanie w 1916 r. trasy kolei wąskotorowej, pomyślanej głównie jako sposób usprawnienia wywozu z eksploatowanych przez okupanta terenów Królestwa do Prus.

## Okres międzywojenny
W II Rzeczypospolitej wieś administracyjnie należała do powiatu lipnowskiego województwa warszawskiego. 1 kwietnia 1938 r., w ramach zacierania granic zaborów, powiat lipnowski przyłączono do województwa pomorskiego. Większym wydarzeniem tego okresu było uruchomienie 23 stycznia 1937 r. normalnotorowego połączenia kolejowego Sierpc – Toruń ze stacją kolejową w pobliskiej wsi Koziołek.

## Lata II wojny światowej
Po wybuchu II wojny światowej wieś już w pierwszych dniach września 1939 r. została zajęta przez oddziały Wehrmachtu (serdecznie witane przez jej niemieckich mieszkańców). W latach 1939–1945 nazwę wsi, która znalazła się na terenach bezpośrednio wcielonych do III Rzeszy i przyłączonych do prowincji Gdańsk-Prusy Zachodnie (rejencja kwidzyńska), zmieniono na Goste (Landkreis Leipe – Westpreussen). Okolice wsi były terenem działania polskich podziemnych organizacji zbrojnych. Na stacji kolejowej Koziołek miała miejsce jedna z większych akcji sabotażowych komunistycznej Gwardii Ludowej/Armii Ludowej. Armia Krajowa, chociaż obecna na tym terenie, starała się nie wykonywać akcji prowokujących akcje odwetowe okupanta. Latem 1944 r. okoliczne wsie polskie poddane zostały krwawym akcjom terrorystycznym wykonywanym przez specjalny oddział Jagdkommando. Egzekucji dokonano na mieszkańcach wsi Gaje, Malanowo, Osiek i Rokicie. Gozdy zostały zajęte przez oddziały Armii Czerwonej w pierwszych dniach ofensywy styczniowej 1945 r. Wszyscy niemieccy mieszkańcy wsi opuścili ją zimą 1944/45.

## Okres powojenny
Po zakończeniu II wojny światowej do 1975 r. wieś znajdowała się w powiecie lipnowskim województwa bydgoskiego. Opuszczone przez Niemców obejścia zostały zasiedlone przez polskich mieszkańców pobliskich wsi. Sytuacja stabilizowała się stopniowo i nie bez oporów, ponieważ w pierwszych latach powojennych w okolicznych lasach (zwanych lasami koziołkowskimi) działała zbrojna grupa, którą rozbił Urząd Bezpieczeństwa Publicznego. Podejmowane przez PRLowskie państwo w początku lat 50. XX w. próby kolektywizacji nie powiodły się. Próba upaństwowienia ziemi przez jej przejmowanie w zamian za emerytury rolnicze przez Spółdzielcze Kółko Rolnicze w Mochowie zakończyła się jej szybką reprywatyzacją w początkach lat 90. XX w. Wieś została zelektryfikowana w końcu lat. 60. XX w. Szkoła podstawowa działała we wsi od lat 50. (z czasem zyskując nowy budynek wzniesiony ze środków gminnych). W latach 70., 80. i w pocz. 90. we wsi Gozdy znajdowały się, oprócz szkoły, sklep spożywczy należący do Gminnej Spółdzielni w Mochowie (w latach 80. XX w. w czynie społecznym wybudowano nowy, murowany budynek) i zlewnia mleka obsługiwana przez mleczarnię w Sierpcu. W końcu lat 90. XX w. do wsi został doprowadzony wodociąg oraz łącze telefoniczne.

## Gozdy obecnie
We wsi działa prywatny sklep spożywczy. Sklep GS, zlewnia mleka i szkoła podstawowa zostały zamknięte. Budynek szkoły przeznaczono na cele mieszkaniowe i w takim charakterze jest on wykorzystywany do dzisiaj.
W latach 1975-1998 miejscowość administracyjnie znajdowała się w województwie płockim i w gminie Mochowo. Od 1999 r. Gozdy znajdują się w powiecie sierpeckim województwa mazowieckiego.